# 黃糍粑
黃糍粑（土話：Qiba，亦有地方稱“黃糍”“黃金米果”等），為年糕的一種，主要流行於客家人聚居的地區，各地名稱有所不同。

## 介紹
黃糍粑主要使用當地大禾米（與一般水稻品種有所不同）為源料製作而成，是客家地區年糕的取代品，由於源料品種與年糕原材料所用的不同，所以色澤上與年糕的白色不同，而是呈現出如同黃金的黃色，故亦普遍稱“黃糍粑”。

## 製作
黃糍粑與年糕的製作方式相同，但是黃糍粑的品類相對要豐富許多，如原料品種、比例的不同，會有不同口感的成品出現，但最為普遍的是使用純大禾米作為原料製作的糍粑。
此外黃糍粑的成品要比年糕大。
同時黃糍粑亦有使用花模製作的花式黃糍粑。

## 食用
與年糕大體相同，但黃糍的食用更多的是與山珍等炒制後食用，在部分地區此為年節時的頭菜。